# Pleuronota aberrans
Pleuronota aberrans är en skalbaggsart som beskrevs av Franz Antoine 2000. Pleuronota aberrans ingår i släktet Pleuronota och familjen Cetoniidae. Inga underarter finns listade i Catalogue of Life.